# الشتات الألباني

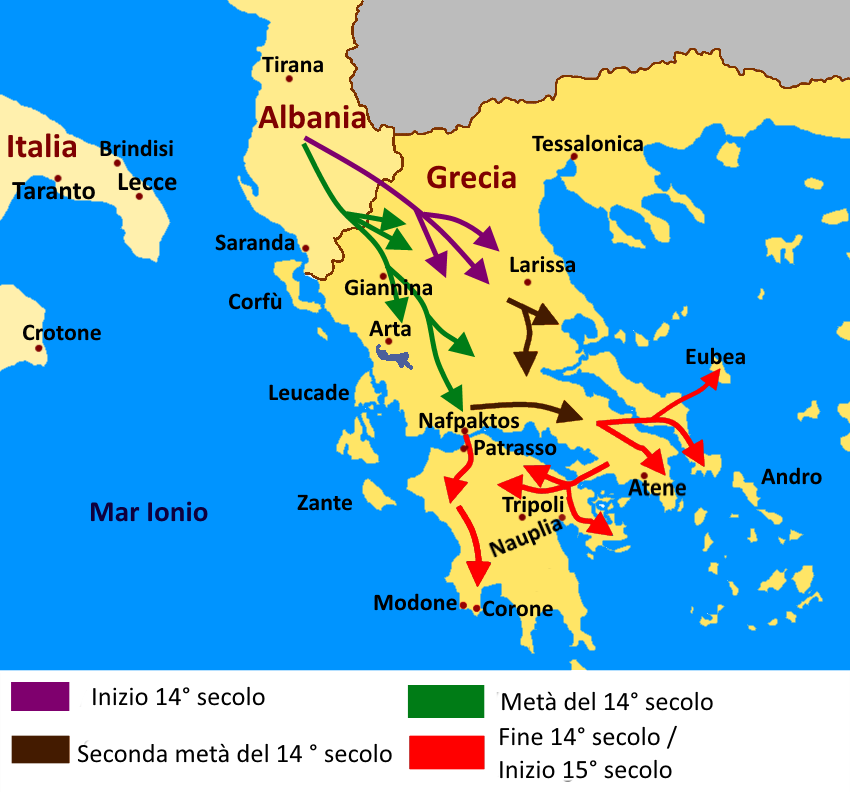

الشتات الألباني (بالألبانية: Mërgata Shqiptare or Diaspora Shqiptare) هم الألبان الإثنيون وذريتهم الذين يعيشون خارج ألبانيا، وكوسوفو، وجنوب شرق الجبل الأسود، وغرب شمال مقدونيا، وجنوب شرق صربيا، وشمال شرق اليونان.
توجد أكبر مجتمعات الشتات الألباني بشكل خاص في إيطاليا، والأرجنتين، واليونان، وكرواتيا، وتركيا، والدول الاسكندنافية، وألمانيا، وسويسرا، والولايات المتحدة. توجد مجتمعات أخرى مهمة ومتنامية في أستراليا، وأمريكا الجنوبية، وكندا، وفرنسا، وبلجيكا، ونيوزيلندا، والمملكة المتحدة. الشتات الألباني كبير ومستمر بالنمو، مع وجود الألبان الآن بأعداد كبيرة في العديد من البلدان، وخاصة في أوروبا والأمريكتين.
رُصدت ظاهرة الهجرة من ألبانيا منذ أوائل العصور الوسطى، عندما هاجر العديد من الألبان إلى جنوب إيطاليا واليونان هربًا من الصعوبات الاجتماعية السياسية المختلفة والفتوحات العثمانية. تشكَّل الشتات الألباني الحديث إلى حد كبير منذ عام 1991، بعد نهاية الشيوعية في ألبانيا. غادر أكثر من 800 ألف ألباني البلاد، واستقر معظمهم في اليونان وإيطاليا، إما بشكل دائم أو كقوة عاملة مؤقتة.
في ما يتعلق بالشتات الألباني من كوسوفو، غادر أكثر من مليون ألباني كوسوفو منذ أواخر الثمانينيات، باستثناء الهاربين من حرب كوسوفو الذين عادوا. علاوةً على ذلك، تمثلت وجهات الهجرة الرئيسية بالنسبة للألبان من كوسوفو غالبًا بكل من سويسرا والنمسا وألمانيا والبرتغال.

## نبذة تاريخية
يعود تاريخ الهجرة في ألبانيا إلى القرن الخامس عشر عندما هاجر العديد من الألبان إلى كالابريا في جنوب إيطاليا واليونان بعد هزيمة البلاد على يد القوات العثمانية. كانت الوجهات الرائجة الأخرى تركيا وبلغاريا، وفي وقت لاحق الولايات المتحدة وأمريكا الجنوبية. مُنعت الهجرة بعد تولي الشيوعية الحكم بعد الحرب العالمية الثانية، وطُبقت عقوبات شديدة في حال حدوث أي انتهاكات. في الوقت نفسه، كانت معدلات الولادات الألبانية في كل من ألبانيا وكوسوفو من بين أعلى المعدلات في أوروبا (انظر التركيبة السكانية لألبانيا وكوسوفو)، بينما كان الاقتصاد من بين الأضعف (خاصة في فترة حكم أنور خوجة)، ما أدى إلى ارتفاع نسبة السكان الشباب في كلا المنطقتين، وبالتالي ارتفاع الطلب على الهجرة بمجرد فتح الحدود في التسعينيات. كانت موجتا الهجرة الرئيسيتان في التسعينيات:
نتج التعداد السكاني الألباني في تركيا عن ثلاث موجات كبيرة من الهجرة في فترات زمنية مختلفة. كان أولها ترحيل الألبان من كوسوفو في عام 1910، عندما رحّلت السلطات الصربية 120 ألف ألباني إلى تركيا. وحدثت الموجة الثانية في 1926-1938، عندما هاجر نحو 400,000 ألباني إلى تركيا. كانت آخر هذه الموجات بعد الحرب العالمية الثانية، في الأعوام 1953-1966، عندما أُجبِر نحو 400,000 ألباني على الهجرة إلى تركيا من كوسوفو.
موجة ما بعد 1990 قبل انهيار الشيوعية في ألبانيا بشكل اقتحام سفارات وإدارات أجنبية بواسطة مركبات، خاصة في إيطاليا.
موجة ما بعد 1997 عقب اضطرابات 1997 في ألبانيا وحرب كوسوفو (1998-1999).
تمثلت الوجهات المفضلة للهجرة خلال موجات الهجرة الأولى بكل من إيطاليا واليونان ودول أوروبا الغربية، لكن تحولت هذه الوجهات نحو كندا والولايات المتحدة بسبب قوانين الهجرة الأوروبية الصارمة.
انخفض معدل الهجرة تدريجيًا خلال أواخر عام 2000، مع حدوث زيادة مفاجئة في 2014-2015.

## التأثير
أثرت الرغبة بالهجرة على الشعور بالهوية الثقافية. بينما ما تزال الأسماء الألبانية («الإيليرية») والألبانية الإسلامية شائعة جدًا في كوسوفو والجبل الأسود ومقدونيا الشمالية، بالكاد تظهر الأسماء الألبانية أو الإسلامية في ألبانيا ذاتها منذ سقوط الدكتاتورية الشيوعية وفتح الحدود. لا يرغب الكثير من الألبان بأن يُنظر إليهم كألبان في البلدان التي يريدون الهجرة إليها. في عام 2014، لم يرد أي اسم ألباني بين قائمة الأسماء العشرين الأكثر شيوعًا للأطفال حديثي الولادة في ألبانيا. بدلًا من ذلك، أصبحت الأسماء «العالمية» (اليونانية والإيطالية والإنجليزية) أو المسيحية شائعة جدًا. تحول العديد من المهاجرين الألبان أيضًا من الإسلام إلى المسيحية، إذ يُعمّدون بعد الهجرة إلى إيطاليا أو اليونان، وتُغيّر أسمائهم الألبانية في جوازات سفرهم إلى أسماء مسيحية.
تشير التقديرات في ألبانيا إلى بلوغ تحويلات المهاجرين نسبة 18% من الناتج المحلي الإجمالي أو 530 مليون دولار سنويًا، على الرغم من انخفاضها في أواخر الألفينات. أنشأ أولئك الذين عادوا مشروعات صغيرة، في حين ساهم قُرب اليونان وإيطاليا من ألبانيا، حيث يوجد أكثر من نصف المهاجرين، في استمرار تنقل العمالة. عاد الكثير من المهاجرين الألبان إلى ألبانيا بعد أزمة اليونان 2010-2011 إما مؤقتًا أو بشكل دائم. تسببت الهجرة الجماعية في فترة التسعينيات حتى بداية الألفينات في هجرة كبيرة للعقول من ألبانيا. في الفترة بين عامي 1990-2003، هاجر ما يقدر بنحو 45% من الأكاديميين في ألبانيا، كما فعل أكثر من 65% من العلماء الحاصلين على درجة الدكتوراه في الغرب في الفترة بين عامي 1980-1990. في عام 2006، نُفّذ برنامج «لكسب العقول» أعدته السلطات الألبانية بالتعاون مع برنامج الأمم المتحدة الإنمائي لتشجيع المغتربين من أصحاب الخبرات على المشاركة في تنمية البلاد، ومع ذلك، لم يحقق البرنامج نجاحًا ملموسًا.
ضرب زلزالٌ ألبانيا في 26 نوفمبر 2019. أعرب الشتات الألباني في جميع أنحاء العالم (من ألبانيا وأجزاء أخرى من البلقان) عن تضامنه، وأقام العديد من حملات جمع التبرعات لإرسال الأموال إلى ألبانيا ومساعدة المتضررين من الزلزال، وجُمعت من خلالها الملايين. ناشد نجوم البوب العالميون ذوو الخلفية الألبانية معجبيهم للحصول على الدعم والتبرعات لجهود الإغاثة.

## أوروبا

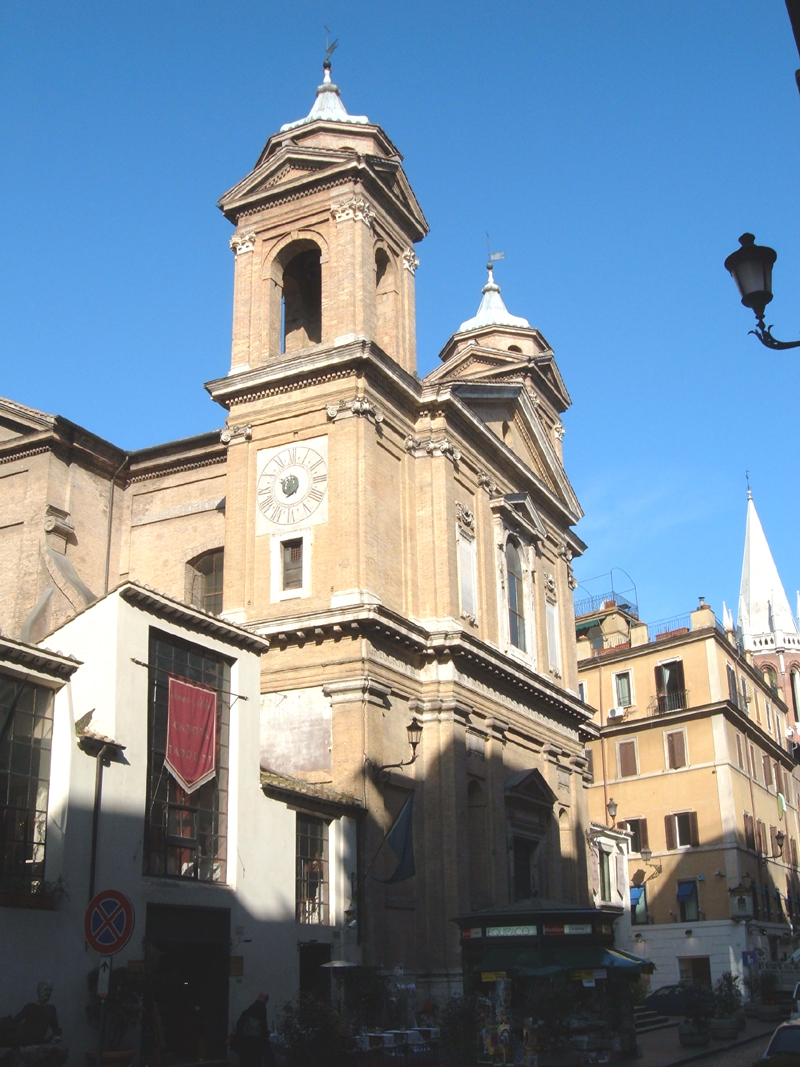
كنيسة سانت أتاناسيو دي غريسي، في روما، في منطقة كامبو مارتسيو، في شارع ديل بابوينو. صورة شخصية.

### بلغاريا
عُثر في 1636 على ماندريستا، قرية نموذجية في بلغاريا، من قبل أصحاب المزارع الألبانيين الأرثوذكسيين الشرقيين الذي زودوا الجيش العثماني بالإمدادات. وسُمح لهم باختيار قطعة أرض وأُعفوا من الضرائب. قَدّر تعداد السكان في بلغاريا لعام 2001 وجود 278 ألبانيًا يعيشون في البلاد.

### اليونان
دخل المهاجرون الألبان اليونانَ بأعداد كبيرة منذ سقوط جمهورية ألبانيا الشعبية الاشتراكية، إذ إنهم يشكلون أكبر مجموعة من المغتربين في البلاد اليوم. بعد سقوط الشيوعية في جميع أنحاء أوروبا الشرقية في أواخر الثمانينيات وأوائل التسعينيات، وصل عدد كبير من اللاجئين والمهاجرين الاقتصاديين من البلدان المجاورة لليونان، مثل ألبانيا وبلغاريا ومقدونيا الشمالية ورومانيا، فضلًا عن دول بعيدة مثل روسيا وأوكرانيا وأرمينيا وجورجيا، إلى اليونان للبحث عن عمل، وكان معظمهم من المهاجرين غير الشرعيين. تشير التقديرات إلى تشكيل الألبان للغالبية العظمى من إجمالي عدد المهاجرين في اليونان بنسبة تتراوح بين 65% و70%. وفقًا لتعداد السكان في عام 2001، بوجد 44,350 شخصًا من حاملي الجنسية الألبانية في اليونان، مع بلوغ العدد الإجمالي للمهاجرين الألبان في اليونان أكثر من 650,000. تشير التقديرات إلى انتماء نحو 189,000 من المواطنين الألبان في اليونان إلى الأقلية الوطنية الألبانية في اليونان.
يُعتبر الألبان في اليونان المجتمعَ الأكثر تكاملًا وقانونيّةً واستقرارًا: حتى قبل الهجرة، تبنى الألبان الجنوبيون، ومعظمهم من الألبان الأرثوذكس، سياساتٍ استيعابية عند الانتقال إلى اليونان. شملت هذه السياسات هلينة أسمائهم واعتماد هويات جديدة مختلطة. تأمّلوا بهذه الطريقة الحصولَ على تأشيرة دخول لليونان.